# 黑幫執行者
黑幫執行者或打手（英語：Mob enforcer）是有組織犯罪集團、腐敗大公司或腐敗政治組織的成員或合夥人，負責處理不順從組織政策、規則和交易，執行私刑的人。
他通常是一个群体内负责用强硬手段去确保他人服从己方意愿的行动人员，一般意义上通常用来专指各种犯罪组织和帮派中受雇“干脏活”，往往涉及威脅、暴力、殴打、私刑、恐吓、绑架、破坏财产设施甚至谋杀等暴力手段，来打击敌对团体、索取保护费或镇压内部反对者的暴恐分子。
黑幫執行者通常被利用來向店主和小商戶收取黑幫的保護費。此外，他們在黑幫戰爭中也被利用作搶奪敵方的地盤。在西西里島黑手黨中，執行者是給予想加入的某人的第一個級別。

## 知名的執行者
- 詹姆斯·H·博伊德——愛爾蘭幫老大伊努·「努基」·強森與他組織的執行者。
- 艾爾·卡彭——強尼·托里奧的最高執行者，後來成為他的第二把手。
- 謀殺公司（英语：Murder, Inc.）的多數成員——他們都是全國犯罪集團的執行者。
- 艾伯特·阿納斯塔塞（英语：Albert Anastasia）——謀殺公司和曼加諾犯罪家族的執行者，後來成為老大。
- 本傑明·「畢斯」·西格爾——畢斯與邁爾幫（英语：The Bugs and Meyer Mob）的執行者，也是該幫派的共同領袖。他後來被號召為美國黑手黨擔任執行者。
- 基納兄弟（英语：Genna crime family）——被認為是芝加哥南邊幫的執行者。
- 文森特·「瘋狗」·科爾（英语：Mad Dog Coll）——為紐華克黑幫老大杜奇·舒爾茲工作的殺手和執行者。
- 白毛·巴爾傑——波士頓愛爾蘭幫的執行者，後來接任為老大。
- 豪爾赫·阿亞拉（英语：Jorge Ayala）——被認為是在葛蕾斯達·布蘭科（英语：Griselda Blanco）手下的麥德林集團最高執行者。[1]
- 吉爾伯特·維納（英语：Gilbert Wynter）——為克勒肯維爾犯罪集團（英语：Clerkenwell crime syndicate）工作的執行者。